# マウロ・イカルディ
マウロ・エマヌエル・イカルディ・リベロ（Mauro Emanuel Icardi Rivero, 1993年2月19日 - ）は、アルゼンチン・ロサリオ出身のサッカー選手。スュペル・リグ・ガラタサライSK所属。元アルゼンチン代表。ポジションはFW。
バルセロナおよびサンプドリアの下部組織を経て、2012年にサンプドリアでプロデビューした。2013年にインテル・ミラノへ活躍の場を移し、2015年には当時22歳でキャプテンに就任。2014-15シーズンと2017-18シーズンには、セリエA得点王に輝いている。

## 経歴

### プロ入り前
アルゼンチンのロサリオで生まれる。父親がピエモンテ州にルーツを持つため、イタリア国籍も所得している。6歳のときにスペインへ移住。2002年にUDベシンダリオのユースチームでキャリアをスタートさせ、ユース世代のカテゴリーで384得点を記録した。
ベシンダリオでの活躍を受け、FCバルセロナやレアル・マドリード、バレンシアCFなどスペイン国内の強豪クラブが興味を示したが、2008年にFCバルセロナのカンテラ (ラ・マシア) へ移籍した。バルセロナユースでも注目されていたものの、自身のプレースタイルとバルセロナの志向するフットボールが合致しないと考えクラブを去ることを決断した。

### サンプドリア
2011年1月、セリエB・UCサンプドリアのユースチームにレンタル移籍し、7月に完全移籍を果たした。2012年5月12日に行われたSSユーヴェ・スタビア戦でプロデビューを果たし、5月20日のペスカーラ・カルチョ戦でプロ初ゴールをマークした。
セリエAへ昇格した2012-13シーズン前半は出場機会に恵まれなかったが、マキシ・ロペスの怪我でチャンスを得ると2012年11月18日のジェノバダービーで初の先発出場を果たし、初ゴールも決めた。2013年1月6日にアウェイで行われたユヴェントスFC戦では2ゴールをあげ勝利に貢献。1月27日のペスカーラ・カルチョ戦では4ゴールをあげる活躍を見せた。このシーズンは最終的にリーグ戦で31試合に出場し10ゴールをあげ、チーム内得点王となった。

### インテル
2013年7月9日、インテルナツィオナーレ・ミラノへ移籍。完全移籍を視野に入れた共同保有での加入となった。背番号はロナウドやサミュエル・エトーといった名手が着けた9番であり、歴代の選手の中でも最年少で9番を背負うことになった。7月27日のハンブルガーSVとのプレシーズンマッチで移籍後初ゴールとなる先制点を挙げ、8月18日に行われたコッパ・イタリア3回戦のASチッタデッラ戦で先発出場しインテルでの公式戦デビュー果たした。9月14日のセリエA・ユヴェントスFC戦（イタリアダービー）では後半23分から途中出場し、5分後に自身の移籍後公式戦初ゴールとなる先制点を挙げた。
2013-14シーズン前半はベンチスタートが多く、11月5日には持病であるスポーツヘルニアの手術を受け負傷離脱を強いられたが、復帰後はレギュラーに定着し2014年3月1日のASローマ戦でインテルでのセリエA初先発を飾った。最終的にリーグ戦22試合9得点を記録し、シーズン終了後の2014年6月10日にインテルが保有権を全て買い取った。
2014-15シーズン、2014年9月14日のUSサッスオーロ・カルチョ戦でハットトリックを記録するなど好調を維持し、11月9日のエラス・ヴェローナ戦では2得点を記録した。ヴェローナとの試合後にワルテル・マッツァーリ監督が解任され、ロベルト・マンチーニが新監督に就任するとより輝きを増し、36試合22得点を挙げ、得点数タイのルカ・トーニと共に22歳でセリエA得点王に輝いた。
2015-16シーズン開幕前の2015年6月5日にインテルとの契約を2019年まで延長。同シーズンよりアンドレア・ラノッキアに替わりキャプテンに就任した。インテルで通算100試合目の出場となった2016年4月10日のフロジノーネ・カルチョ戦では決勝点となるゴールを挙げ、同時にクラブでの通算50得点を達成。セリエAで50得点記録した最年少外国人選手となった。
2016-17シーズンの開幕前にはアトレティコ・マドリードやSSCナポリ、アーセナルFCなどイタリア国内外の強豪クラブとの移籍交渉が報道されたが、本人は残留の意思を見せ、最終的にチームに残留。9月18日に行われたユヴェントスFCとのイタリアダービーでは先制された直後の後半23分に同点弾を挙げ、後半33分にはイヴァン・ペリシッチの決勝点をアシストし、チームの逆転勝利に貢献。2016年10月7日、2021年まで契約を延長した。
2017-18シーズンには開幕戦である2017年8月20日のACFフィオレンティーナ戦で2得点を挙げ好調のままシーズンをスタート。10月16日に開催されたACミランとのミラノダービーでは前半23分と後半20分に得点を記録し、2-2の同点で迎えた後半45分にPKを沈めてハットトリックを達成した。11月5日のトリノFC戦では右膝の炎症を訴え離脱したものの、軽症のため2週間後の11月19日に行われたアタランタBC戦で復帰し2得点を記録した。しかし2018年1月には右大腿内転筋の損傷で再び戦線を離脱。3月11日のSSCナポリ戦で実践復帰を果たすと、3月18日の古巣UCサンプドリア戦では自身のセリエA100得点目となるゴールを含む4得点を叩き出しチームを勝利に導いた。その後も4月17日のカリアリ・カルチョ戦から5月6日のウディネーゼ・カルチョ戦までの4試合で連続ゴールを達成するなど好調を維持。5月20日に行われたSSラツィオ戦とのUEFAチャンピオンズリーグ出場権をかけた最終節では後半33分に反撃のきっかけとなるPKを沈めた。この得点によって得点数を29に伸ばしてラツィオのチーロ・インモービレと共にセリエA得点王に輝くと同時に、インテルでのセリエA通算100得点目を達成。この試合に勝利したインテルは4位を確定させ、イカルディはクラブの7シーズンぶりのUEFAチャンピオンズリーグ出場権獲得の原動力となった。なおこのシーズンの29得点は自身のキャリアハイとなる得点数となっている。
2018-19シーズンの開幕から1カ月ほどはスコアを挙げられず精彩を欠いていたものの、2018年9月18日に行われたUEFAチャンピオンズリーグのトッテナム・ホットスパー戦でCL初出場を果たすと後半41分にペナルティーエリア外からボレーシュートを放ちCL初得点となる同点弾を奪い、その後後半アディショナルタイムにマティアス・ベシーノが挙げた得点により逆転勝利を収めた。9月26日のACFフィオレンティーナ戦で先制点となるPKを決めセリエAでのシーズン初得点を記録しダニーロ・ダンブロージオの勝ち越し弾をアシストした。10月21日に行われたACミランとのミラノダービーでは後半アディショナルタイムにマティアス・ベシーノのクロスをヘディングで合わせ決勝点をマーク。11月6日のUEFAチャンピオンズリーグ・FCバルセロナ戦では後半42分に同点弾をあげ勝ち点1獲得に貢献した。
しかしウィンターブレイク後に行われていたインテルとの契約延長交渉が難航。2019年2月13日、インテルの公式Twitterはイカルディに代わってサミル・ハンダノビッチが主将に就任することを発表。翌2月14日に発表されたUEFAヨーロッパリーグのラピード・ウィーン戦ではイカルディ側が招集を拒否しメンバー外となった。翌月3月6日、妻で代理人のワンダ・ナラとジュゼッペ・マロッタCEOが会談の場を設けたことにより和解に進み、イカルディはトレーニングに復帰した。4月3日のジェノアCFC戦で約2カ月ぶりにピッチに立つと、前半40分に自身が獲得したPKを沈めてインテルの勝利に貢献した。しかし度重なる騒動の影響でウルトラスとの関係は冷え切っており、ウルトラスはインテルにイカルディの放出を要求。依然として契約交渉が進んでいなかったことや、ジェノア戦後の6試合で得点を挙げられなかったことも影響し、イカルディへの批判は増していった。
2019年7月、新監督に就任したアントニオ・コンテによってラジャ・ナインゴランと共に戦力外通告を受け、トレーニングキャンプ中のチームから離脱しアジアで行われるプレシーズンツアーへの不参加も発表された。8月に、新加入のロメル・ルカクが自身の背番号である9番を着用することが決定し背番号が剥奪された。退団が決定的となったことでASローマやSSCナポリなどの国内クラブが獲得に動いたものの、インテルと同等もしくはそれ以上の規模であるクラブでのプレーを希望していたイカルディは移籍を拒否し、移籍市場終了間際にはイカルディ側がクラブにトレーニング復帰などの待遇改善を求めインテルを告訴する構えを見せるなど、徹底抗戦の意思を示した。

### パリ・サンジェルマン
2019年9月2日、パリ・サンジェルマンFCと1年間のレンタル移籍に合意した。同ポジションのエディンソン・カバーニが負傷で離脱していたこともありスタメンでの出場機会を掴むと、10月2日のUEFAチャンピオンズリーグ・ガラタサライSK戦で移籍後初ゴールとなる決勝点を決めると、続くリーグ・アン9節のアンジェSCO戦ではリーグ・アン初得点を決め、第10節のOGCニース戦で2得点、UEFAチャンピオンズリーグのクラブ・ブルッヘ戦でも2得点、第11節のオリンピック・マルセイユとのル・クラスィクでも2得点を決め、5試合連続得点を挙げた。カバーニの復帰後もレギュラーに定着し、2020年1月8日に行われたクープ・ドゥ・ラ・リーグ・準々決勝のASサンテティエンヌ戦ではハットトリックを達成した。2020年5月31日、PSGへの完全移籍が発表された。
2020年8月29日、2020-21シーズンから背番号を退団したエディンソン・カバーニの背番号である9番に変更することが決定。リーグ戦では2021年2月7日に行われたオリンピック・マルセイユ戦でゴールを挙げ、2シーズン連続でル・クラスィクで得点を記録。しかし、シーズンを通してモイーズ・キーンにポジションを譲り、リーグ戦では7得点に終わった。
2021-22シーズン、リオネル・メッシの加入によってメッシ、キリアン・エムバペ、ネイマールの3トップが形成され立場が危ぶまれたが、2021年9月20日のオリンピック・リヨン戦で後半アディショナルタイムにキリアン・エムバペのクロスからヘディングで逆転ゴールを奪って逆転勝利に貢献した。しかし、その後は出場機会が減少してリーグ戦では4得点にとどまった。シーズン終了後に新監督に就任したクリストフ・ガルティエの元では構想外となり、同監督から移籍を促された。

### ガラタサライ
2022年9月8日、ガラタサライSKへの期限付き移籍が発表された。2022-23シーズンはリーグ戦で24試合22得点を記録し、リーグ優勝に貢献した。2023年7月28日、ガラタサライに完全移籍した。

## 代表経歴
アルゼンチン代表として各年代でプレー。2013年9月30日、負傷離脱したリオネル・メッシの代役として2014W杯・南米予選に向けたアルゼンチン代表のメンバーに初招集。10月15日に行われた同予選のウルグアイ戦で途中出場し、アルゼンチンA代表デビューを果たした。
その後はプライベートでの問題もあって代表に呼ばれることなく、セリエA得点王に輝いた2015年にも招集されることはなかった。しかし、2017年2月にエドガルド・バウサ監督とミラノで会談を行うと代表との復縁が進み、その後2017年5月に3年半ぶりに代表へ復帰。しかしその直後にバウザ監督が解任されホルヘ・サンパオリが監督に就任すると代表での戦術に適応できないとの理由から招集を見送られるようになり、2018 FIFAワールドカップでは招集外となった。

## プレースタイル
スペースに反応し裏に抜け出す動き、適格なポジショニング、強靭なフィジカルとジャンプ力を活かした打点の高いヘディング、クロスに合わせる技術を武器に、ペナルティーエリア内で無類の強さを誇る。決定力も非常に高く2015-16シーズンのセリエAではリーグ最高となるシュート決定率30.8%を記録している。また試合では後半に得点することが多く、私生活でのエピソード、メディアやサポーターへの対応も合わさり、強心臓のストライカーと評価されている。

## エピソード
- FCバルセロナ下部組織の入団前、イカルディはメッシのサインが入った写真をバルサのスタッフからプレゼントされた。なおメッシもイカルディと同じロサリオ出身である。
- 愛車は黄色のハマー。
- 右腕に家族全員の名前のタトゥーがある[61]。
- 二重国籍を有するためA代表はイタリア代表とアルゼンチン代表のどちらかを選ぶ事が出来たが[62][63]、2013年にアルゼンチン代表としてデビューを果たした。
- 2013年12月、同胞でサンプドリア時代のチームメイトであるマキシ・ロペスの妻でモデルのワンダ・ナラ（英語版）との不倫が発覚し[64]、その数ヶ月後にワンダ・ナラと結婚した。しかし不倫騒動後初の顔合わせとなった2014年4月14日のサンプドリア戦ではロペスが試合前の握手を拒否[65][66]。その後もロペスとナラの間に生まれた子供の親権を争っている[67]。
- 2015年1月、ワンダ・ナラ（英語版）との間に娘が誕生した[68]。
- 2016年10月、自身が出版した自伝『SEMPRE AVANTI』内で一部のサポーターを批判したことが元となりキャプテン剥奪を要求された[69]。その後サポーターに謝罪をし[70]、自伝内の問題となったページを削除して自費で再出版したものの、FIGCとインテルからそれぞれ罰金を科された[71]。

## 個人成績
| クラブ       | シーズン | リーグ       | リーグ戦 | リーグ戦 | カップ戦 | カップ戦 | 国際大会 | 国際大会 | その他 | その他 | 合計 | 合計 |
| クラブ       | シーズン | リーグ       | 出場     | 得点     | 出場     | 得点     | 出場     | 得点     | 出場   | 得点   | 出場 | 得点 |
| ------------ | -------- | ------------ | -------- | -------- | -------- | -------- | -------- | -------- | ------ | ------ | ---- | ---- |
| サンプドリア | 2011–12  | セリエB      | 2        | 1        | 0        | 0        | -        | -        | 0      | 0      | 2    | 1    |
| サンプドリア | 2012–13  | セリエA      | 31       | 10       | 0        | 0        | -        | -        | 0      | 0      | 31   | 10   |
| サンプドリア | 通算     | 通算         | 33       | 11       | 0        | 0        | -        | -        | 0      | 0      | 33   | 11   |
| インテル     | 2013–14  | セリエA      | 22       | 9        | 1        | 0        | –        | –        | 0      | 0      | 23   | 9    |
| インテル     | 2014–15  | セリエA      | 36       | 22       | 2        | 1        | 10       | 4        | 0      | 0      | 48   | 27   |
| インテル     | 2015–16  | セリエA      | 33       | 16       | 1        | 0        | -        | -        | 0      | 0      | 34   | 16   |
| インテル     | 2016–17  | セリエA      | 34       | 24       | 2        | 0        | 5        | 2        | 0      | 0      | 41   | 26   |
| インテル     | 2017–18  | セリエA      | 34       | 29       | 2        | 0        | -        | -        | 0      | 0      | 36   | 29   |
| インテル     | 2018-19  | セリエA      | 29       | 11       | 2        | 2        | 6        | 4        | 0      | 0      | 37   | 17   |
| インテル     | 通算     | 通算         | 188      | 111      | 10       | 3        | 21       | 10       | 0      | 0      | 219  | 124  |
| PSG          | 2019–20  | リーグ・アン | 20       | 12       | 4        | 0        | 7        | 5        | 3      | 3      | 34   | 20   |
| PSG          | 2020-21  | リーグ・アン | 20       | 7        | 4        | 5        | 3        | 0        | 1      | 1      | 28   | 13   |
| PSG          | 通算     | 通算         | 40       | 19       | 8        | 5        | 10       | 5        | 4      | 4      | 62   | 33   |
| 総通算       | 総通算   | 総通算       | 261      | 142      | 18       | 8        | 31       | 15       | 4      | 4      | 314  | 168  |

## 代表歴

### 試合数
- 国際Aマッチ 8試合 1得点（2013年 - 2018年）

| アルゼンチン代表 | 国際Aマッチ | 国際Aマッチ |
| 年               | 出場        | 得点        |
| ---------------- | ----------- | ----------- |
| 2013             | 1           | 0           |
| 2017             | 3           | 0           |
| 2018             | 4           | 1           |
| 通算             | 8           | 1           |

### ゴール
| # | 開催日         | 開催地                                                 | 対戦国   | スコア | 結果 | 大会     |
| - | -------------- | ------------------------------------------------------ | -------- | ------ | ---- | -------- |
| 1 | 2018年11月21日 | メンドーサ、エスタディオ・マルビナス・アルヘンティナス | メキシコ | 1-0    | 2-0  | 親善試合 |

## タイトル
パリ・サンジェルマン
- リーグ・アン：1回（2019-20）
- クープ・ドゥ・フランス : 2回（2019-20, 2020-21）
- トロフェ・デ・シャンピオン : 1回（2020）
- クープ・ドゥ・ラ・リーグ：1回（2019-20）

インテル・ミラノ
- セリエA得点王 : 2回（2014-15, 2017-18）